# Missões diplomáticas de São Cristóvão e Neves

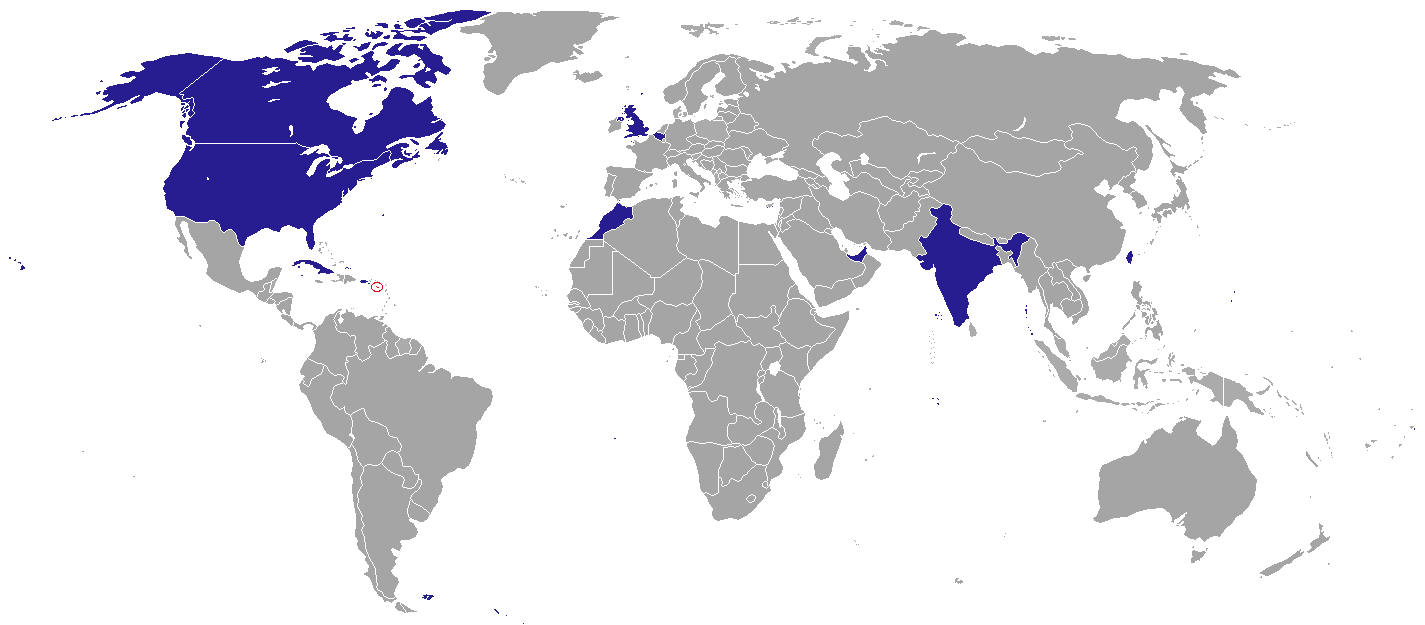
Missões diplomáticas de São Cristóvão e Neves

Abaixo estão listadas as embaixadas e consulados de São Cristóvão e Neves.

## América

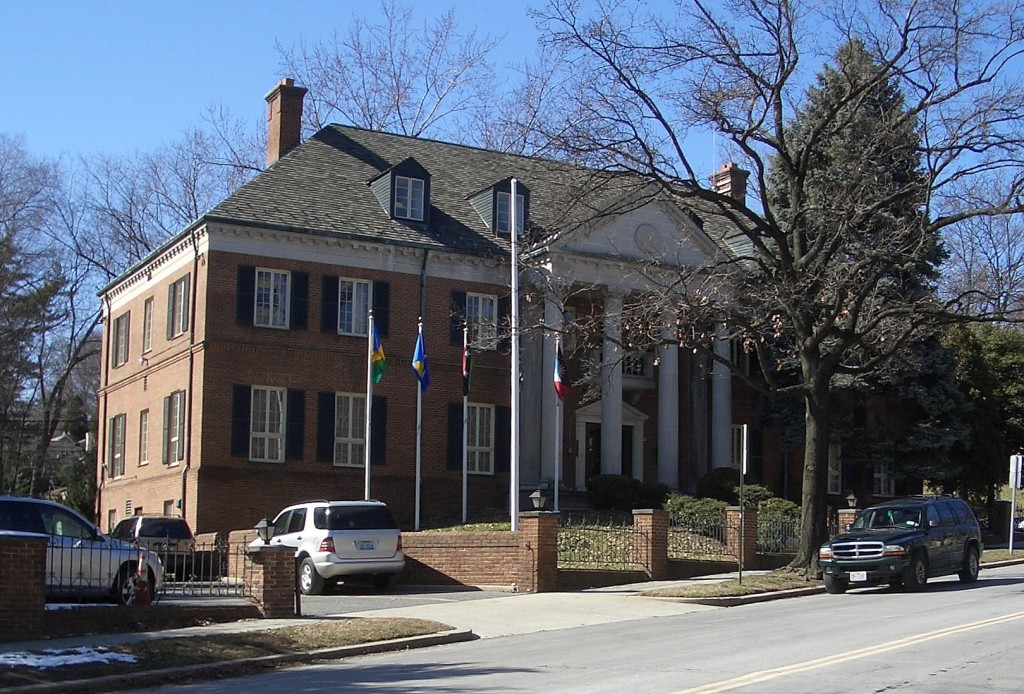
Embaixada de São Cristóvão e Neves em Washington, DC

- Canadá
  - Ottawa (Alta comissão)
- Cuba
  - Havana (Embaixada)
- Estados Unidos
  - Washington, D.C. (Embaixada)
  - Los Angeles (Consulado-Geral)
  - Nova Iorque (Consulado-Geral)
- Jamaica
  - Kingston (Alta comissão)

## Ásia
- Emirados Árabes Unidos
  - Dubai (Consulado-Geral)
- Taiwan
  - Taipé (Embaixada)

## Europa
- Bélgica
  - Bruxelas (Embaixada)
- Reino Unido
  - Londres (Alta comissão)

## Organizações multilaterais
- Bruxelas (Missão permanente de São Cristóvão e Neves ante a União Europeia)
- Nova Iorque (Missão permanente de São Cristóvão e Neves ante as Nações Unidas)